# 二條為子
二條為子（生卒年不詳），又稱藤原為子、從三位為子，日本鎌倉時代後期女性和歌歌人、女官。父親二條為世，有弟弟二條為道、二條為藤、二條為冬。
她先出仕於後宇多天皇的皇后遊義門院（即姈子內親王）為權大納言，嘉元二年（1304年）後成為後二條天皇的典侍。德治三年（1308年）後二條天皇崩御，之後她成為尊治親王（後來的後醍醐天皇）的妃子，生子女尊良親王、宗良親王、瓊子內親王、欣子内親王。文保二年（1318年）後醍醐天皇即位後，被贈從三位。
她是二條派的代表歌人之一，曾多次參加後二條天皇的歌合，包括正安四年（1302年）六月和乾元二年（1303年）七月。嘉元元年（1303年）左右應後宇多上皇之召為「嘉元百首」進呈作品，收入敕撰和歌集的作品共計有70首。